# 公衆衛生看護
公衆衛生看護（こうしゅうえいせいかんご、英: Public health nursing、PHN）は、行政、産業、学校など集団を対象として健康の増進や健康の保持を行う活動領域。

## 概要
1996年の米国公衆衛生協会（American Public Health Association: APHA）公衆衛生看護部会は「公衆衛生看護とは看護学、社会学、および公衆衛生学の知識を用いて、集団の健康を保持増進する活動であると定義した（2013年にこの文の後ろに公衆衛生看護の目標と考え方や活動の特徴も定義として追加されている）。
2014年には日本公衆衛生看護学会が「公衆衛生看護」「公衆衛生看護学」「保健師」を定義し、「公衆衛生看護」について公衆衛生看護の対象と公衆衛生看護の目的を含めた3段落からなる定義を行った。
1996年の米国公衆衛生協会公衆衛生看護部会提言書7は、公衆衛生看護の第一の焦点を「集団の疾病、外傷、障害の予防と健康の増進、そして集団の健康の保持にあり、集団レベルの成果を得ること」としている。

## 歴史
19世紀後半になると看護の役割が疾病予防と管理にまで拡大し、健康と健康の維持の方法に関する情報を十分に広めることが行われるようになった。
アメリカでは1900年代に公衆衛生看護の活動が医療社会事業部に置かれるようになり、学校保健や産業保健などの分野も要求されるようになった。そのため1914年にティーチャーズ・カレッジに公衆衛生では初めての卒業教育の学部課程が設置された。

## 公衆衛生看護に携わる職
保健師（日本）
保健師助産師看護師法に基づく国家資格。
レジスタードナース（アメリカ合衆国など）
アメリカ合衆国には保健師資格はなくレジスタードナース（英語でregistered nurse）がその役割を担っている。
ネウボラナース（フィンランドなど）
北欧諸国において妊娠期から就学前までの子どもと家族の健康保健活動を行う母子保健の専門職。